# Friedrich August Berthelt
Friedrich August Berthelt (Großröhrsdorf, 1813. december 5. – Drezda, 1896. április 26.) népiskolai tanító,  pedagógiai író.

## Életpályája
Tanulmányait Drezdában végezte és 1833-ban ugyanott tanító lett. 1842-ben népiskolai igazgatóvá nevezték ki. 1845-ben tagja lett a népiskolai tanítókat képesítő bizottságnak és 1874-ben a szász népiskolaügy újraszervezése alkalmával drezdai kerületi iskolai felügyelő lett. 1885-ben mint iskolai főtanácsos ment nyugalomba. 1849-től ő vezette az Allgemeine deutsche Lehrerzeitungot (Lipcse). Jäkel és Petermann társaival adta ki Handbuch für Schüler (nagyobb és kisebb kiad., Lipcse, 1846; s azóta sokszor); továbbá megjelentek tőle: Fibel und Lesebuch az említettekkel és Thomas-szal (uo. 1847); Rechenschule (uo. 1851-52, több kiadásban). Egymaga adta ki: Naturlehre (Lipcse, 1852); Kleine Chemie für Volksschulen (Lipcse, 1852); Praktische Anweisung z. deutschen Sprachunterricht (Lipcse, 1852); Geographie für Volksschulen (uo. 1855).